# علي شير عثمانوف
علي شير عثمانوف هو رجل أعمال روسي من أصول أوزبكية. مدير عام شركة غازبروم إنفست القابضة وصاحب دار الطباعة والنشر كوميرسانت. كما أنه أحد مالكي قناة موز تي في الروسية وأحد مالكي نادي آرسنال الكروي في لندن. واشتهر علي شير عثمانوف برعايته الفن الروسي وخاصة بعد أن اشترى مجموعة روستروبوفيتش– فيشنيفسكايا للوحات الفنية النادرة لدى فنانة الأوبرا جالينا فيشنيفسكايا وقام ببيعها إلى الحكومة الروسية.

## البداية
ولد علي شير عثمانوف في 9 سبتمبر عام 1953 في محافظة نامانغان الأوزبكية وتخرج عام 1976 من معهد موسكو الحكومي للعلاقات الدولية. ثم عمل باحثا في مركز المعلومات لدى أكاديمية العلوم في جمهورية أوزباكستان السوفياتية وناشطا في منظمة الكومسومول (الشبيبة الشيوعية) في جمهورية أوزباكستان.

## إعتقالة
في عام 1980 أصدرت المحكمة العسكرية في منطقة تركستان العسكرية حكما بالسجن 8 سنوات بحق علي شير عثمانوف بسبب ارتكابه جريمة اقتصادية، مما تسبب لاحقا في إعفاء أبيه من منصب النائب العام في مدينة طشقند. وتم إطلاق سراحه عام 1986 قبل موعد انتهاء محكوميته. أما في عام 2000 فأصدرت المحكمة العليا في جمهورية أوزباكستان حكمها بإعادة الاعتبار إلى عثمانوف واصفة إياه بأنه ضحية للاضهاد السياسي.

## ملياردير روسي
بدأ في أواخر الثمانينيات نشاطه كرجل للأعمال حيث ترأس شركة فيتا الأوزبكية -البلجيكية.
وفي أعوام 1990 – 1994 تم تعيينه مديرا عاما لمؤسسة إنتركروس المساهمة، ثم عمل في مختلف المؤسسات المصرفية.
في عام 1997 أنهى الأكاديمية المالية التابعة لحكومة روسيا الاتحادية، ثم شغل عام 1998 منصب النائب الأول لشركة غازبروم إنفست القابضة.
في عامي 2000 – 2001 عمل مستشارا لريم فياخيريف رئيس مجلس الإدارة في شركة غازبروم الروسية. وفي عام 2005 أصبح عثمانوف أحد مالكي شركة ميتالو إنفيست الروسية. وفي عام 2006 اشتري دار الطباعة والنشر كوميرسانت بما فيها صحيفة كوميرسانت التي كان رجل الأعمال والسياسي الروسي المنشق بوريس بيريزوفسكي مالكا لها. واشترى عام 2006 نسبة 75 % من أسهم قناة موز تي في الروسية،
يذكر أنه اقتنى من شركة «FILMS BY JOVE» حقوق العرض العالمي لأفلام الكارتون السوفياتية بما فيها فيلم تشيبوراشكا وملكة الثلوج المشهورتين للرسوم المتحركة.
كان عثمانوف رئيسا للاتحادين الروسي والأوروبي في رياضة المبارزة. ويقال انه كان في أيام شبابه أستاذا في هذا النوع من الرياضة. وفي عام 2008 تم انتخابه رئيسا لاتحاد المبارزة الدولي.
تعود إلى شركة «NEW MEDIA TECHNOLOGIES» التي يمتلكها عثمانوف نسبة 35 % من اسهم أكثر شبكات الإنترنت الأكثر شهرة في روسيا، وهي شبكة أدنوكلاسنيكي (أصدقاء في الدراسة).
وتقدر ثروة عثمانونف مؤسس شركة ميتالو إنفست القابضة بنحو 18.1 مليار دولار (في مقابل 17.7 مليار في 2011) متجاوزة بذلك ثروة رئيس شركة الفولاذ العملاقة إن إل إم كاي فلاديمير ليسين (15.9 مليارا دولار) والذي كان يتصدر التصنيف في 2010 و2011. وفي المرتبة الثالثة حل إليسكي مارداشوف المدير العام لشركة تعدين أخرى سيفيرستال، مع ثروة تقدر بـ15.3 مليار دولار.
وفي 7 فبراير 2024، خسر معركته ضد العقوبات الأوروبية الموقعة عليه بسبب علاقاته بالرئيس الروسي فلاديمير بوتين بعدما قضت المحكمة العامة للاتحاد الأوروبي برفض طلب الاستئناف.

## أرسنال الإنجليزي
يسهم عثمانوف في نادي آرسنال الإنجليزي لكرة القدم، حيث يمتلك 27 % من الأسهم أي نحو 194 مليون جنيه إسترليني، ورفض بيع حصته في النادي للأمريكي إينوس ستان كروينك الراغب في تحقيق الاستيلاء الكامل والتام على مدفعجية شمال لندن.
وسيتسبب موقف عثمانوف في تعطيل حركة الصفقة التي كادت ترسو لرجل الأعمال الأميركي كرونك إذا وافق عثمانوف على البيع لارتفاع حصة كرونك لـ 62.89 % من إجمالي الأسهم في وقت سابق، عندما وافق بعض المستثمرين الكبار كفيزمان ونينا براسويل على بيع حصصهم في النادي، حيث يمتلك داني فيزمان 16.1 % من الأسهم، وللسيدة نينا براسويل سميث 15.9 % من الأسهم، وقد قررا بيع ما لديهما لكرونك بمبلغ 243 مليون جنيه إسترليني.
ويقول عثمانوف عن هذا الموضوع بقوله: «أنا لا أريد بيع حصتي فأنا أعشق آرسنال لهذا السبب سأواصل تواجدي في النادي كأحد المساهمين.. ولن أرحل».

## روابط خارجية
- علي شير عثمانوف على موقع IMDb (الإنجليزية)
- علي شير عثمانوف على موقع مونزينجر (الألمانية)
- علي شير عثمانوف على موقع قاعدة بيانات الفيلم (الإنجليزية)
- علي شير عثمانوف على موقع كينوبويسك (الروسية)
- علي شير عثمانوف على موقع أوليمبيديا (الإنجليزية)